# دالي فينس
دالي فينس (بالإنجليزية: Dale Vince)‏ هو شخصية أعمال بريطاني، ولد في 29 أغسطس 1961 في نورفك في المملكة المتحدة.